# Időbélyeg
Az időbélyeg tágabb értelemben egy esemény adott időpontban való bekövetkeztét jelenti, szűkebb értelemben azt igazolja, hogy egy adott dokumentum egy adott időpillanatban jött létre. Az időbélyeget speciálisan ezzel foglalkozó szolgáltató állítja ki, amely adatot saját aláírásával hitelesít.

## Fogalma
Az időbélyeg egy digitális adatállomány illetve dokumentum pontos és hiteles keletkezési idejét bizonyító kódsorozat.

## Funkciója
Ha egy dokumentumon elektronikus aláírás és időbélyeg egyaránt szerepel, akkor nemcsak az bizonyítható, hogy a dokumentumot ki írta alá, hanem az is, hogy a dokumentumot az időbélyegben szereplő időpontban írták alá, és azóta nem változhatott meg.

## Technikai megvalósítása
Egy elektronikus dokumentum időpecsételését úgy kell elképzelni, hogy a dokumentumot először ellátják elektronikus aláírással, majd azt követően a dokumentumból képződik egy lenyomat. Ez a lenyomat kerül átküldésre az időbélyeg szolgáltatóhoz, amelyet időbélyeg kérelemként fogad be a szolgáltató. Erre a kérelemre válaszként küldi vissza magát az időbélyeget, amely tulajdonképpen két időforrásból kalkulálódó megbízható időpont.

## Időforrás
A szolgáltató által megküldött megbízható és hiteles időpont nemzetközi és hazai szabványoknak megfelelő időforrások felhasználásával garantált.
A két független és megbízható időforrás szinkronizáláshoz az alábbi órák alkalmazhatók:
- saját atomóra,
- GPS óra, amely a Föld körül keringő műholdakon található atomórák által számolt idő jelét veszi,
- a németországi nemzeti referenciaidőt használó  DCF77-hálózat órái, amelyeket a braunschweigi atomóra-gyáregység kontrollál.

## Időpecsét szolgáltató
A minősített elektronikus aláírás hitelesítés szolgáltatás és az időbélyegzés szolgáltatás két független szolgáltatás. Nem törvényszerű, hogy egy aláírás hitelesítés szolgáltató egyben időbélyeg szolgáltatást is nyújt, mégis gyakran előfordul. Ennek oka, hogy a két szolgáltatáshoz hasonló technikai háttérre van szükség, illetve az elektronikus aláírások biztonsága az időbélyegekre vezethető vissza.
Az időpecsét szolgáltatók szigorú követelményrendszernek kell, hogy eleget tegyenek. Az időbélyegzés szolgáltatóknak időbélyegzési rendjeik vannak, amelyek az időbélyegek kibocsátására, értelmezésére, felhasználására vonatkozó követelményeket határozzák meg. Az időbélyegzés szolgáltatók szolgáltatási szabályzattal rendelkeznek, amely azt írja le, hogy a szolgáltató hogyan, milyen módon felel meg ezeknek a követelményeknek. Ezen szolgáltatók névsorát a Nemzeti Hírközlési Hatóság honlapján lehet megtekinteni.

## Magyarországi előírások
Az időpecsét szolgáltatása jogilag hitelesen igazolja egy dokumentum aláírásának, illetve elküldésének időpontját. Az elektronikus aláírásról szóló törvény szerint, ha egy dokumentumon időbélyeg található, akkor vélelmezni kell, hogy a dokumentum már létezett az időbélyegzés pillanatában. Ha valaki ennek ellenkezőjét állítja, akkor neki kell bizonyítania állítását. A magyarországi szabályozások pontosan felsorolják azokat az elektronikus dokumentumokat, amelyeket kötelező időbélyeggel ellátni: pl. elektronikus számla.

## Más országok előírásai
Az Európai Unió vonatkozó szabályait az elektronikus aláírásra vonatkozó közösségi keretfeltételekről szóló 1999/93/EK irányelv tartalmazza. Az unió tagországainak, így Magyarországnak is ezen irányelv alapján kellett megalkotniuk saját megfelelő jogszabályaikat.

## Időbélyeg ellenőrzése Adobe Reader segítségével
Ahogyan az elektronikus aláírás hitelességét, úgy az időbélyeg hitelességét is ellenőrizhetjük az Adobe Reader segítségével az Időbélyeg-kiszolgáló funkció beállításával. A beállítások és a funkció használatának részletes leírását a szolgáltató oldalán találhatjuk meg: Időbélyeg-tanúsítvány ellenőrzése.